# Porpax asperipes
Porpax asperipes – gatunek ważki z rodziny ważkowatych (Libellulidae). Występuje w Afryce Subsaharyjskiej – od południowo-wschodniej Nigerii po Zambię; stare stwierdzenie z Sierra Leone wydaje się wątpliwe.